# Municipio de Moose Lake (condado de Beltrami)
El municipio de Moose Lake (en inglés: Moose Lake Township) es un municipio ubicado en el condado de Beltrami en el estado estadounidense de Minnesota. En el año 2010 tenía una población de 226 habitantes y una densidad poblacional de 2,42 personas por km².

## Geografía
El municipio de Moose Lake se encuentra ubicado en las coordenadas 47°32′38″N 94°28′37″O / 47.54389, -94.47694. Según la Oficina del Censo de los Estados Unidos, el municipio tiene una superficie total de 93.58 km², de la cual 80,28 km² corresponden a tierra firme y (14,21 %) 13,29 km² es agua.

## Demografía
Según el censo de 2010, había 226 personas residiendo en el municipio de Moose Lake. La densidad de población era de 2,42 hab./km². De los 226 habitantes, el municipio de Moose Lake estaba compuesto por el 91,59 % blancos, el 0,88 % eran afroamericanos, el 2,21 % eran amerindios, el 0,44 % eran de otras razas y el 4,87 % eran de una mezcla de razas. Del total de la población el 0,44 % eran hispanos o latinos de cualquier raza.